# 特納島

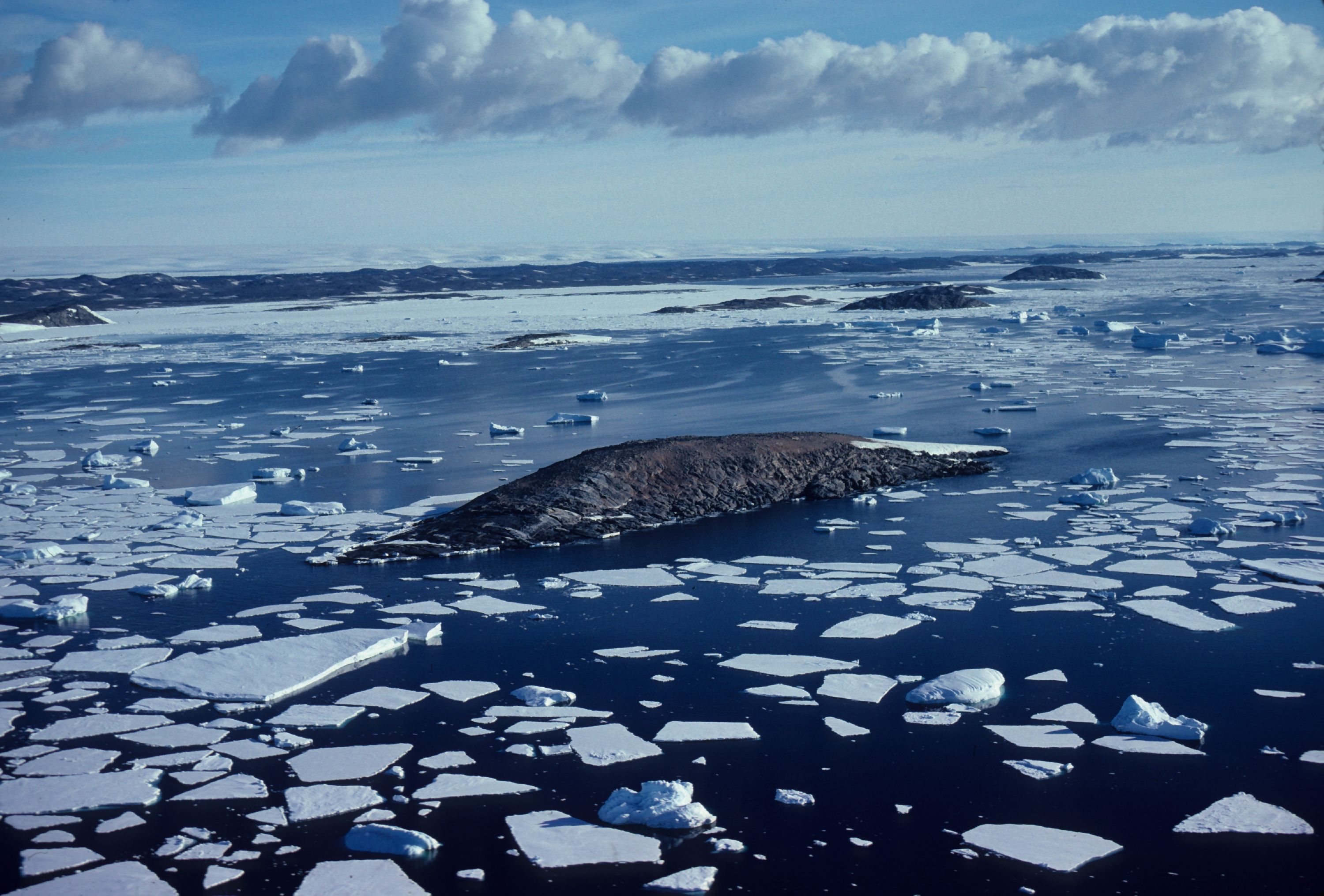

68°33′S 77°53′E / 68.550°S 77.883°E
特納島，是南極洲的島嶼，位於伊利沙伯女皇地，處於布魯夫島西北面0.9公里和布雷德內斯半島以西4.6公里的普里茲灣，根據挪威探險隊拍攝的空中照片繪入地圖，現時由南極條約體系管理。